# Forestville (Kanada)
Forestville – miasto w Kanadzie, w prowincji Quebec, w regionie Côte-Nord i MRC La Haute-Côte-Nord. Pierwotna osada powstała w 1845 roku pod nazwą Sault-aux-Cochons, w 1870 zmieniono nazwę na dzisiejszą na cześć Granta Foresta, fundatora miejscowego tartaku.
Liczba mieszkańców Forestville wynosi 3 543. Język francuski jest językiem ojczystym dla 99,3%, angielski dla 0,3% mieszkańców (2006).